# Deutsche Handballmeisterschaft 1960
Die Deutsche Handballmeisterschaft 1960 war die elfte vom Deutschen Handballbund (DHB) ausgerichtete Endrunde um die Deutsche Meisterschaft im Hallenhandball der Männer. Sie wurde am 5. und 6. März in der Killesberghalle in Stuttgart ausgespielt, in einem Endrundenturnier mit Gruppenphase in der Vorrunde.
Nach dem Finalsieg gegen den THW Kiel (6:3) war zum dritten Mal in Folge und zum insgesamt fünften Mal der TC Frisch Auf Göppingen neuer Deutscher Meister; die SV Polizei Hamburg war damit als Rekordmeister abgelöst.
Die mittlerweile erfahreneren Göppinger befanden sich 1960 auf dem Zenit ihrer Erfolgsgeschichte: innerhalb von 14 Tagen gewann Frisch Auf die Süddeutsche Meisterschaft, diese Deutsche Meisterschaft und abschließend als erste deutsche Mannschaft den Europapokal der Landesmeister (seit 1993 EHF Champions League) im Endspiel gegen den dänischen Meister Aarhus GF im Stade Pierre de Coubertin in Paris.

## Modus
Teilnahmeberechtigt an der Endrunde waren die Meister der fünf Regionalverbände sowie der Vizemeister des gastgebenden Verbandes, in diesem Jahr des Süddeutschen Handballverbands. In zwei Vorrundengruppen qualifizierten sich die jeweils ersten beiden Mannschaften für das Halbfinale, die jeweils Gruppenletzten spielten um Platz fünf.
In der Vorrundengruppe A spielten der Titelverteidiger TC Frisch Auf Göppingen (Regionalverbandsmeister Süd), der Berliner SV 1892 (Regional-/Landesverbandsmeister Berlin) und der SV Bayer 04 Leverkusen (Regionalverbandsmeister West).
In der anderen Gruppe trafen der THW Kiel (Regionalverbandsmeister Nord), der TSV 1860 Ansbach (Vizemeister Regionalverband Süd) und die TSG Haßloch (Regionalverbandsmeister Südwest) aufeinander.
Die Spieldauer betrug 2 × 20 Minuten.

## Turnierverlauf
Nach den mühsameren Siegen in der Vorrunde gegen den Berliner SV und Leverkusen sowie im Halbfinale gegen Ansbach beherrschte Göppingen den Norddeutschen Meister aus Kiel im Endspiel nach Belieben und gewann verdient; die Göppinger spielten einen kontrollierten Handball und warteten im Angriff mit langen, zweckmäßigen Ballstafetten geduldig auf ihre Chancen zum erfolgreichen Torwurf.

### Vorrunde
Vorrundenspiele Gruppe A, 5. März
TC Frisch Auf Göppingen – Berliner SV 1892: 9:8
Berliner SV 1892 – SV Bayer 04 Leverkusen: 10:8
TC Frisch Auf Göppingen – SV Bayer 04 Leverkusen: 11:7
|    | Abschlusstabelle Gruppe A | Sp. | S | U | N | Tore  | Diff. | Punkte |
| -- | ------------------------- | --- | - | - | - | ----- | ----- | ------ |
| 1. | TC Frisch Auf Göppingen   | 2   | 2 | 0 | 0 | 20:15 | +5    | 4:0    |
| 2. | Berliner SV 1892          | 2   | 1 | 0 | 1 | 18:17 | +1    | 2:2    |
| 3. | SV Bayer 04 Leverkusen    | 2   | 0 | 0 | 2 | 15:21 | −6    | 0:4    |

Vorrundenspiele Gruppe B, 5. März
TSV 1860 Ansbach – TSG Haßloch: 6:2
THW Kiel – TSG Haßloch: 9:9
THW Kiel – TSV 1860 Ansbach: 6:1
|    | Abschlusstabelle Gruppe B | Sp. | S | U | N | Tore  | Diff. | Punkte |
| -- | ------------------------- | --- | - | - | - | ----- | ----- | ------ |
| 1. | THW Kiel                  | 2   | 1 | 1 | 0 | 15:10 | +5    | 3:1    |
| 2. | TSV 1860 Ansbach          | 2   | 1 | 0 | 1 | 7:8   | −1    | 2:2    |
| 3. | TSG Haßloch               | 2   | 0 | 1 | 1 | 11:15 | −4    | 1:3    |

### Finalrunde
Halbfinale, 6. März
TC Frisch Auf Göppingen – TSV 1860 Ansbach: 7:6
THW Kiel – Berliner SV 1892: 4:3
Spiel um Platz fünf, 6. März
SV Bayer 04 Leverkusen – TSG Haßloch: 9:4
Spiel um Platz drei, 6. März
Berliner SV 1892 – TSV 1860 Ansbach: 12:5
Finale, 6. März
TC Frisch Auf Göppingen – THW Kiel: 6:3 (Halbzeit: 3:2)